# 小行星7407
小行星7407（英語：7407）是一颗围绕太阳公转的小行星。1988年10月3日，上田清二、金田宏在钏路市发现了此天体。
这颗小行星的绝对星等为14.33等。